# Linda Darling-Hammond

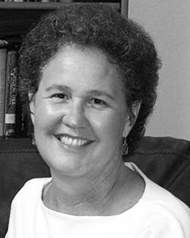
Linda Darling-Hammond

Linda Darling-Hammond (ur. 1951) – amerykańska pedagog, profesor Uniwersytetu Stanforda. Autorka ponad 500 publikacji (w tym również nagradzanych książek) z dziedziny edukacji i polityki edukacyjnej. W 2022 r. otrzymała Nagrodę Yidana w kategorii badań edukacyjnych.

## Ważniejsze publikacje
- The Right to Learn
- Teaching as the Learning Profession
- Preparing Teachers for a Changing World
- The Flat World and Education[4]